# جيم بورتر
جيم بورتر (بالإنجليزية: Jim Porter)‏ هو لاعب دوري الرغبي أسترالي، ولد في 1949 في سيدني في أستراليا.